# Heinrich Rausch von Traubenberg
Heinrich August Adolf Julius Freiherr Rausch von Traubenberg (* 17. März 1880 im Rittergut Jörden; † 19. September 1944 in Hirschberg am See) war ein Experimentalphysiker mit den Schwerpunkten Kanalstrahlen, Stark-Effekt und Kernreaktionen.

## Leben
Heinrich Rausch von Traubenberg wurde als Sohn des Rittergutsbesitzers Emanuel Baron Rausch von Traubenberg (1843–1909) und seiner Ehefrau Julie Hedwig von Helffreich (1855–1920) geboren.
Er besuchte Gymnasien in Kassel und Stuttgart und schloss 1899 mit dem Abitur ab. Anschließend studierte er Physik, Mathematik und Chemie in Leipzig, Freiburg und Würzburg. Bei Willy Wien in Würzburg wurde er 1905 mit dem Thema „Über den Halleffekt des Wismut bei hohen Temperaturen“ promoviert. Anschließend arbeitete er als Industriephysiker in der Hochfrequenztechnik mit Graf Georg von Arco bei Telefunken in Berlin.
Im April 1910 wurde er Assistent für Luftelektrizität bei Emil Wiechert am geophysikalischen Institut der Universität Göttingen. Bald freundete er sich mit dem theoretischen Physiker Max Born an und führte mit ihm auch lange philosophische Gespräche. Seit April 1912 betreute er das Physikpraktikum als Assistent von Eduard Riecke und habilitierte sich mit einer Arbeit über Funkenentladungen. Während des Ersten Weltkrieges vertrat er den nach Göttingen berufenen Robert Wichard Pohl, der als Soldat eingesetzt war.
Im Juni 1916 gründete er zusammen mit Graf Arco und anderen die pazifistische Vereinigung Gleichgesinnter. Nachdem er wegen kritischer Bemerkungen 1917 zum Kriegsverlauf denunziert wurde, musste der Pazifist 1918 einen kurzzeitigen Heeresdienst antreten. Sofort nach dem Krieg trat er dem Bund Neues Vaterland bei und wirkte im Arbeitsausschuss mit.
Im Dezember 1918 wurde er in Göttingen zum außerplanmäßigen Professor ernannt. Im September 1920 heiratete er die Witwe von Otto Riess (gefallen 1914), Marie Hilde Riess geb. Rosenfeld (1889–1964), Tochter von Hugo Rosenfeld und Helene geb. Gmeyner; sie bekamen die Töchter Dorothee (* 1921) und Helene (* 1924).
Im September 1922 nahm er einen Ruf an die Deutsche Universität Prag an und wechselte 1931 als Nachfolger von Hans Geiger auf einen Experimentalphysik-Lehrstuhl an die Christian-Albrechts-Universität zu Kiel. Dort lernte er den theoretischen Physiker Theodor Kaluza kennen, mit dem er ausgiebige Gespräche führte.
Am 9. Februar 1937 wurde er als 56-Jähriger vorzeitig in den Ruhestand versetzt, weil seine Frau jüdischer Abstammung war. Nachdem die Familie daraufhin nach Berlin-Charlottenburg umgezogen war, baute er sich dort ein Privatlabor auf, um weiterhin experimentell arbeiten zu können. Als die Lebenssituation der Familie immer bedrohlicher wurde, gelang es 1939, zumindest die beiden minderjährigen Töchter bei der befreundeten, inzwischen emigrierten Familie Max und Hedwig Born in Edinburgh aufnehmen zu lassen. Den anschließenden Briefwechsel zwischen Eltern und Töchtern vermittelte die nach Schweden emigrierte Physikerin Lise Meitner. Als im Februar 1944 seine Wohnung bei einer Bombardierung Berlins total zerstört wurde, konnte er mit seiner Frau zu dem befreundeten Grafen Karl Ernst Waldstein-Wartenberg (1897–1985) in das Schloss in Hirschberg am See in Böhmen übersiedeln. Doch am 19. September 1944 wurde seine Frau von der Gestapo abgeholt und in das KZ Theresienstadt gebracht. Dies erschütterte ihn so stark, dass er am selben Tag einem Herzschlag erlag. Mithilfe von Otto Hahn erhielt seine Frau Hafterleichterung, weil Hahn die Behörden überzeugt hatte, dass die fachkundige Witwe den für die Physik wichtigen Nachlass ihres Mannes aufarbeiten müsste. Sie überlebte das KZ und starb 1964 in England, 20 Jahre nach ihrem Mann.

## Wirken als Physiker
Rausch von Traubenberg untersuchte ab 1912 in Göttingen das Verhalten von Entladungsfunken. Anschließend beobachtete er das Eindringen und den Durchgang von Kanalstrahlen in festen Körpern. Besonders verfolgte er den Umbruch in der modernen Physik durch die Quantenmechanik, wie er in einer Publikation 1913 festhielt. Um 1917 baute er eigenständig eine besonders wirkungsvolle Ionenröhre für Peter Debye und Paul Scherrer. Diese untersuchten erstmals die Struktur von Kristallpulvern mit Röntgenstrahlung. Die von ihnen neu entwickelte Methode wurde später Debye-Scherrer-Verfahren genannt.
Wie mit Kanalstrahlen ermittelte er in den folgenden Jahren Reichweite und Bremsung von Alphastrahlung in flüssigen und festen Stoffen. In Prag setzt er ab 1922 diese Arbeiten fort und beobachtete die Wirkung von Magnetfeldern auf diese Strahlungen. Mit der Untersuchung zum Stark-Effekt von Wasserstoff-Kanalstrahlen konzentrierte er sich auf besonders hohe konstante und auch veränderliche elektrische Feldstärken. Dabei konnte er in enger Zusammenarbeit mit Professor Erwin Schrödinger dessen quantenmechanische Ansätze experimentell bestätigen. Die erfolgreiche Arbeit am Stark-Effekt setzte er ab 1931 nach seinem Wechsel nach Kiel zusammen mit seinem Schüler Rudolf Gebauer (1904–1990) fort. Nachdem er gründliche experimentelle Erfahrungen mit Protonen gesammelt hatte, konnte er diese einsetzen, um mit ihnen mit geringster Stoßenergie Lithium-Atomkerne zu zertrümmern und die dabei emittierte Gammastrahlung erstmals nachzuweisen. Gerade als er begonnen hatte, mit Neutronen Rückstreu-Experimente durchzuführen und auch Räume mit höherer Neutronen-Dichte erzeugen konnte, wurde er 1937 von der Universität Kiel entlassen. Danach zog er mit seiner Frau nach Berlin. Aber dort ließen sich in seinem Privat-Labor keine aufwendigen Experimente mehr durchführen.
Nach seinem plötzlichen Tod 1944 schrieb der Physiker Arnold Sommerfeld nach Kriegsende in einem Nachruf: „Von Traubenberg war ein origineller, vor keiner experimentellen Schwierigkeit zurückschreckender Forscher, der die Natur mit eigenen Methoden anging und stets prinzipielle Fragen im Auge hatte“.

## Werke
- Heinrich Rausch von Traubenberg: Der heutige Stand unserer physikalischen Grundanschauungen und ihre Stellung zur Erkenntnistheorie, in Fortbildungskurse der Baltischen Literarischen Gesellschaft, Riga, 1913.